# Kernkapitalquote
Die Kernkapitalquote ist im Kreditwesen eine betriebswirtschaftliche Kennzahl, die den Anteil der durch Eigenmittel gedeckten, anrechnungspflichtigen und risikotragenden Risikopositionen in einer Bankbilanz angibt, insbesondere den Anteil des Aktivgeschäfts.

## Allgemeines
Das Eigenkapital steht bei allen Unternehmensarten „in der Rangstelle der liquidations- oder insolvenzbedingten Rückzahlbarkeit ganz am Ende“, haftet den Gläubigern und stellt damit die Grundlage des Gläubigerschutzes sicher. Es steht den Gläubigern als Haftungsmasse zur Verfügung, so dass der Anteil des Eigenkapitals am Gesamtkapital von großer Bedeutung ist. Je höher folglich der Eigenkapitalanteil ist, umso niedriger ist das Gläubigerrisiko einzustufen und umgekehrt. Da Kreditinstitute weltweit mit verhältnismäßig wenig Eigenkapital arbeiten und ihre Verbindlichkeiten zwischen dem Sechs- und Fünfzehnfachen des Eigenkapitals ausmachen (bei Nichtbanken geht dieser Wert in der Regel bis zum 3-Fachen), sind hier die Gläubigerrisiken (= Risiken der Geldanleger) besonders hoch. Zu niedrige Eigenkapitalquoten induzieren beim Auftreten von hohen Verlusten einen starken Grad an Instabilität des Bankensystems. Eigenmittel stellen daher den existenziellen Engpassfaktor der Kreditwirtschaft dar. Den hohen Gläubigerrisiken versucht die Bankenaufsicht zu begegnen, indem sie Regeln für die Anerkennung von Eigenkapitalbestandteilen und die Einhaltung von Mindestkapitalvorschriften entwickelt hat. Rechtsquellen sind insbesondere die EU-weit gültige Kapitaladäquanzverordnung (englische Abkürzung CRR) und das deutsche Kreditwesengesetz (KWG).
Die Kernkapitalquote dient den Banken selbst als Grundlage für strategische Entscheidungen (Kapitalerhöhung, Einschränkung oder Ausdehnung des Kreditportfolios und Geschäftsvolumens). Darüber hinaus interessiert sie andere Kreditinstitute beim Betriebsvergleich, andere Gläubiger, Ratingagenturen, Gesellschafter (Aktionäre) und insbesondere die Bankenaufsicht. Sie haben ein Interesse daran, die Solvabilität eines Instituts jederzeit messen zu können. Dazu bedarf es der Transparenz der wirtschaftlichen Verhältnisse (Jahresabschlüsse), um hieraus Informationen über das Kreditrisiko gewinnen zu können.

## Ermittlung

### Eigenmittelaggregate
Die Finanzkrise ab 2007 hatte auch gezeigt, dass das globale Bankensystem zu wenig qualitativ hochwertiges Eigenkapital aufwies. Deshalb konzentriert sich die seit Januar 2014 geltende CRR insbesondere auf das so genannte „harte Kernkapital“, der reinsten Form des Eigenkapitals. Die CRR kennt drei eindeutig definierte Eigenmittelaggregate: hartes Kernkapital (Common Equity Tier 1 capital, Abkürzung CET 1; Art. 26 CRR), zusätzliches Kernkapital (Additional Tier 1 capital, Abkürzung AT 1; Art. 51 CRR) und Ergänzungskapital (Tier 2 capital; Art. 62 CRR), bei dem die bisherige Zweiteilung aufgegeben wurde. Ausgangspunkt der Berechnung ist das Kernkapital, das sich nach Art. 25 CRR aus dem „harten Kernkapital“ und dem „zusätzlichen Kernkapital“ zusammensetzt. Das „harte Kernkapital“ besteht beispielsweise bei Aktiengesellschaften aus dem gezeichneten Kapital (Grundkapital), dem Agio aus einer Überpariemission und der Gewinnthesaurierung. Das Ergänzungskapital verliert an Bedeutung und darf künftig nur noch einen Anteil von 2 Prozentpunkten an den Gesamtkapitalanforderungen aufweisen. Die hierin noch enthaltene Neubewertungsreserve und der Haftsummenzuschlag bei Genossenschaftsbanken werden durch Übergangsvorschriften bis zum Jahre 2022 degressiv abgebaut und gelten dann nicht mehr als haftendes Eigenkapital. Die nach früheren Vorschriften als Eigenmittel anerkannten Drittrangmittel gelten ebenfalls nicht mehr als Eigenmittel.

### Kapitalpuffer
Das KWG führt darüber hinaus ab Januar 2016 so genannte „Kapitalpuffer“ („Capital Buffer“) ein, die prozyklische Effekte verringern sollen und aus hartem Kernkapital bestehen müssen. Die §§ 10c bis 10i KWG enthalten die Anforderungen für fünf Kapitalpuffer sowie Regelungen zum Verhältnis der Kapitalpuffer zueinander und die Rechtsfolgen, die eintreten, wenn die Anforderungen unterschritten werden:
- Kapitalerhaltungspuffer („Capital Conservation Buffer“): Während Rückstellungen und Wertberichtigungen den erwarteten Verlust abdecken sollen, dient der Kapitalerhaltungspuffer zum Auffangen unerwarteter Verluste (unexpected loss). Nach § 10c KWG ist ein „Kapitalerhaltungspuffer“ zu bilden, der mindestens 2,5 % des Gesamtforderungsbetrags zu erreichen hat. Wird er für eingetretene Verluste ganz oder teilweise in Anspruch genommen, greift eine – nach der verbliebenen Höhe des Puffers bemessene – Ausschüttungssperre, die sowohl Gewinn- und Dividendenausschüttungen als auch diskretionäre Zahlungen wie Bonuszahlungen erfasst.[2] Der Kapitalerhaltungspuffer löst zu einem Teil das so genannte regulatorische Paradoxon auf, wonach ein höheres (Mindest-)Kapital nicht zur Verlustdeckung verwendet werden kann, da ein Unterschreiten der erhöhten Mindestanforderungen zum Entzug der Banklizenz führen würde. Wird dagegen der Kapitalerhaltungspuffer unterschritten, so greift zunächst als milderes aufsichtsrechtliches Mittel eine Ausschüttungssperre.[3]
- Darüber hinaus ist nach § 10d KWG ein aus hartem Kernkapital bestehender antizyklischer Kapitalpuffer („Countercyclical Capital Buffer“) in Höhe von 0,25 % des Gesamtforderungsbetrags zu bilden.[4] Er soll einerseits den systemweiten Aufbau von Kreditrisiken in der Aufschwungphase einschränken und andererseits im Abschwung eine ausreichende Kreditversorgung der Wirtschaft gewährleisten.[2] Auch seine Inanspruchnahme führt zur Ausschüttungssperre.
- Ferner kann durch die BaFin ein Kapitalpuffer für systemische Risiken nach § 10e KWG festgelegt werden.
- Ein Kapitalpuffer für global systemrelevante Institute ist nach § 10f KWG und für anderweitig systemrelevante Institute nach § 10g KWG von Großbanken zu bilden, wenn die Voraussetzungen erfüllt sind.

Gemeinsam ist allen Kapitalpuffern, dass durch sie Eigenkapitalpolster aufgebaut werden sollen, die über die Mindestkapitalanforderungen hinausgehen und in Zeiten wirtschaftlichen Abschwungs oder in Stresssituationen aufgelöst werden können, um die Widerstandskraft der Institute zu stärken. Während der Kapitalerhaltungspuffer einheitlich für alle Institute 2,5 % beträgt, hat jedes Institut eine institutsspezifische antizyklische Kapitalpufferquote selbst zu berechnen und anzuwenden. Mit dem antizyklischen Kapitalpuffer soll zusätzliches Kapital gebildet werden, sollte ein exzessives Kreditwachstum zur Entstehung eines systemischen Risikos beitragen. Voraussetzung für die Anwendung des Kapitalpuffers für systemische Risiken ist, dass nicht zyklische systemische oder makroprudenzielle Risiken zu einer Störung mit bedeutenden Auswirkungen auf das nationale Finanzsystem und die Realwirtschaft führen können und nicht bereits hinreichend durch andere in der Eigenkapitalrichtlinie und der Kapitaladäquanzverordnung angelegte Maßnahmen vermindert oder abgewehrt werden können.

### Gesamtforderungsbetrag
Das so ermittelte Kernkapital wird nun dem so genannten Gesamtforderungsbetrag (Art. 92 Absatz 3 CRR i. V. m. Art. 92 Absatz 4 b ) gegenübergestellt. Der Gesamtforderungsbetrag errechnet sich wie folgt:
```
Risikogewichtetes Kreditrisiko
    + 12,5*(Überschreitungen der 
Großkreditobergrenzen

    + 
Fremdwährungsrisiko

    + 
Abwicklungsrisiko

    + 
Warenpositionsrisiko

    + 
Marktrisiko

    + 
operationelles Risiko
)
    + 
Derivaterisiko

    = Gesamtforderungsbetrag
```

### Ermittlung der Quoten
Daraus ergeben sich für die einzelnen Eigenmittelaggregate die „harte Kernkapitalquote“, „Kernkapitalquote“ und „Gesamtkapitalquote“:
{\displaystyle {\text{Harte Kernkapitalquote}}={\frac {\text{hartes Kernkapital}}{\text{Gesamtforderungsbetrag}}}\cdot 100\,\%}
{\displaystyle {\text{Kernkapitalquote}}={\frac {\text{Kernkapital}}{\text{Gesamtforderungsbetrag}}}\cdot 100\,\%}
{\displaystyle {\text{Gesamtkapitalquote}}={\frac {\text{Gesamtkapital}}{\text{Gesamtforderungsbetrag}}}\cdot 100\,\%}
Kreditinstitute müssen die in Art. 92 Abs. 1 CRR ab Januar 2019 vorgesehenen folgenden – und nach diesen Formeln zu berechnenden – Mindestquoten einhalten:
- harte Kernkapitalquote: 4,5 %
- Kernkapitalquote: 6 %
- Gesamtkapitalquote: 8 %

jeweils vom Gesamtforderungsbetrag. Beläuft sich der Gesamtforderungsbetrag beispielsweise auf 100 Millionen Euro, so muss das harte Kernkapital mindestens 4,5 Millionen, das Kernkapital mindestens 6 Millionen und das Gesamtkapital mindestens 8 Millionen Euro erreichen. Die aus dem Jahresabschluss der Kreditinstitute abzuleitenden Quoten dürfen die in Art. 92 Abs. 1 CRR aufgeführten Mindestquoten zu keiner Zeit unterschreiten: Die Quoten messen, welcher Anteil risikotragender Aktiva ausfallen muss, bis das haftende Eigenkapital eines Kreditinstituts vollständig aufgezehrt ist und somit akute Insolvenzgefahr besteht.

## Bedeutung
Die Eigenmittelausstattung der Institute soll nicht nur quantitativ, sondern auch qualitativ gestärkt werden, wobei dem harten Kernkapital eine zentrale Bedeutung zukommt. So ist der überwiegende Teil der Mindestkapitalanforderungen durch hartes Kernkapital darzustellen. Die Kernkapitalquote ist die bedeutendste Bilanzkennzahl, die Auskunft über die vertikale Kapitalstruktur eines Kreditinstituts gibt. Sie dient als quantitatives Maß für die Ausstattung von Kreditinstituten mit Eigenmitteln und ist Maßstab für die Bankenaufsicht, für die Reputation eines Instituts, Bestandteil des Ratings von Ratingagenturen und Gegenstand der öffentlichen Diskussion. Die gesetzlichen Mindestquoten für die Eigenmittelaggregate wären aufsichtsrechtlich wirkungslos, würde ihre Unterschreitung nicht sanktioniert. Banken droht jedoch die Schließung, wenn ihre Kernkapitalquote dauerhaft 4 % unterschreitet. Das hat den Entzug der Banklizenz zur Folge. Die in Gesetzen oft verwendete Forderung nach „angemessenen Eigenmitteln“ (§§ 10, § 10a Abs. 4 und 8 KWG, Art. 1 CRR) ist als erfüllt anzusehen, wenn wenigstens die gesetzlichen Mindestkapitalquoten erreicht werden. Eine Verbesserung der Kernkapitalquote zieht ein besseres Rating der Agenturen nach sich. Ein gutes Bankenrating setzt insbesondere ein stabiles Geschäftsmodell, starke Eigenkapitalbasis, Senkung der Refinanzierungsrisiken und die Einsparung von Kosten voraus. Es führt zur Verbesserung der Refinanzierungskosten und umgekehrt.
Die Mindestkapitalquoten sind Bestandteil weiterer Gesetze. So dürfen Institute nur bei einer Kernkapitalquote von mindestens 7 % eine Risikoübernahme durch den Finanzmarktstabilisierungsfonds nach § 2 und § 4 Finanzmarktstabilisierungsfonds-Verordnung (FMStFV) in Anspruch nehmen. Nach IAS 1.135d sind Angaben darüber erforderlich, ob ein Konzern alle etwaigen externen Mindestkapitalanforderungen erfüllt hat. Das ist bei Kreditinstituten die Kernkapital- und die Gesamtkapitalquote.
Die Mindestkapitalquoten werden nicht sofort, sondern unter Anwendung gestaffelter Übergangsvorschriften eingeführt, um einen notwendigen zeitlichen Spielraum für die erforderlichen Anpassungsprozesse zu ermöglichen. Der Aufbau des neuen Kapitals wird begleitet vom sukzessiven Abbau der alten Eigenkapitalbestandteile, die nicht mehr die neuen Anerkennungskriterien erfüllen. Seit Januar 2015 gilt eine harte Kernkapitalquote von 4,5 %, zuzüglich 1,5 % zusätzliches Kernkapital zuzüglich 2 % Ergänzungskapital, mithin 8 % Gesamtkapitalquote. Die Kapitalpuffer gelten ab Januar 2016 (zunächst je 0,625 % Kapitalerhaltungspuffer und antizyklischer Kapitalpuffer) und wachsen bis 2019 auf je 2,5 % an, so dass ab 2019 faktisch mindestens eine Gesamtkapitalquote von 13 % erforderlich ist.
Die Kernkapitalquote bei Kreditinstituten ist nicht identisch mit deren Eigenkapitalquote. Letztere errechnet sich als Verhältnis der anerkannten Eigenmittel zur Bilanzsumme und ist deshalb in der Regel niedriger als die Kernkapitalquote. Da die Eigenkapitalquote aufsichtsrechtlich ohne Belang ist, werden von Banken, Ratingagenturen und in der Öffentlichkeit die Kernkapitalquote und ihre weiteren Aggregate als Beurteilungsmaßstab herangezogen.

## International
Die Kapitaladäquanzverordnung gilt EU-weit und sind daher in den Staaten der Europäischen Union anzuwenden. Die Schweizer Aufsichtsbehörde FINMA hat für die UBS und Credit Suisse eine harte Kernkapitalquote von 10 % vorgegeben, da beide als systemrelevant eingestuft werden. Das wird als „Swiss Finish“ bezeichnet. In der Schweiz wird bis 2018 für Großbanken eine Kernkapitalquote von 19 % gefordert. In Großbritannien ist den Banken seit der Finanzmarktkrise eine Quote von 9 % vorgeschrieben. Wird diese nicht erreicht, müssen Geldmittel aus dem staatlichen Rettungspaket bezogen werden, womit auch eine entsprechende Staatsbeteiligung verbunden ist.